# Pán József (építész)
Pán József (Prága, 1810. július 2. – Budapest, 1890. január 9.) magyar építész.

## Élete
1834-től, más források szerint 1844-től működött Budapesten. 1847-ben a budai, 1863-ban a pesti építőcéh tagja. Bécsben képezte magát, azután a főváros romantikus stílusban dolgozó építészeinek egyik legjelesebbje volt. 
Az 1860–70-es évek elején alkotott munkái a késő romantika legszebb művei közé tartoznak.
Fő műve a krisztinavárosi Karátsonyi-palota, melyet gr. Karácsonyi Guidó számára készített az 1850-es évek második felében. Másik neves alkotása a Pannonia-szálló, amelyet 1867-ben tervezett Westermayer József számára.
1890. január 9-én, 80 éves korában hunyt el idült gyomorhurutban.

## Ismert épületei
- 1856: a gróf Karácsonyi-család krisztinavárosi palotája, Budapest (1938-ban lebontották)[3]
- 1859[5]/1863:[6] London-szálló, Budapest, Váci út (Feszl Frigyessel közösen)[3][4] – 1927-ben áruházzá akarták átalakítani, de rossz állapota miatt erre nem került sor. Nem sokkal később elbontották. A néhai szálló helyén 1984-re készült el a Skála Metró ötszintes, modern üzletháza.[6]
- 1861: kétszintes ráépítés a Muzsikáló házra, Budapest, Rákóczi út 13. (tervezte: Hild József)
- 1863: háromemeletes bérház, Budapest, Múzeum krt. 21.[3]
- 1863: háromemeletes bérház, Budapest, Király u. 28.[3]
- 1867: Pannónia Szálló, Budapest Rákóczi út 5.[3]
- 1867: Hegyessy Mátyás bérháza, Budapest, Kecskeméti u. 1.[3]
- 1867?: Ranolder-kastély, Csopak[3]
- 1872–1874: lakóház, Budapest, Dohány utca 28.[7]
- 1873: Frankl-villa, Budapest, Andrássy út 127.[8]
- ?: lakóház, Budapest, Jégverem utca 1.

## Átalakítás
- 1863: lakóház, Budapest, Rákóczi út 42. (lebontva: 1869)[9]

## Képtár

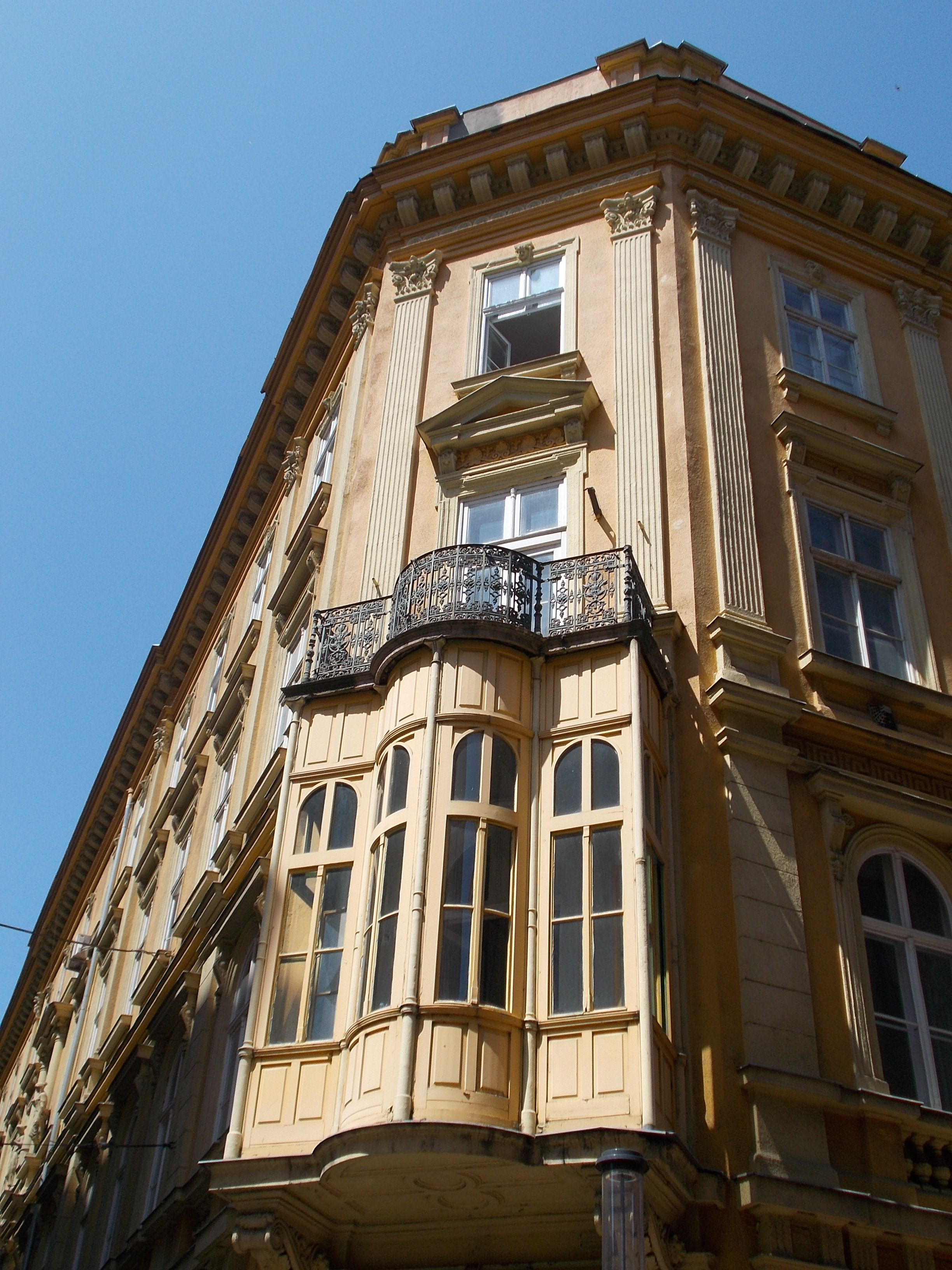
Dohány utca 28.
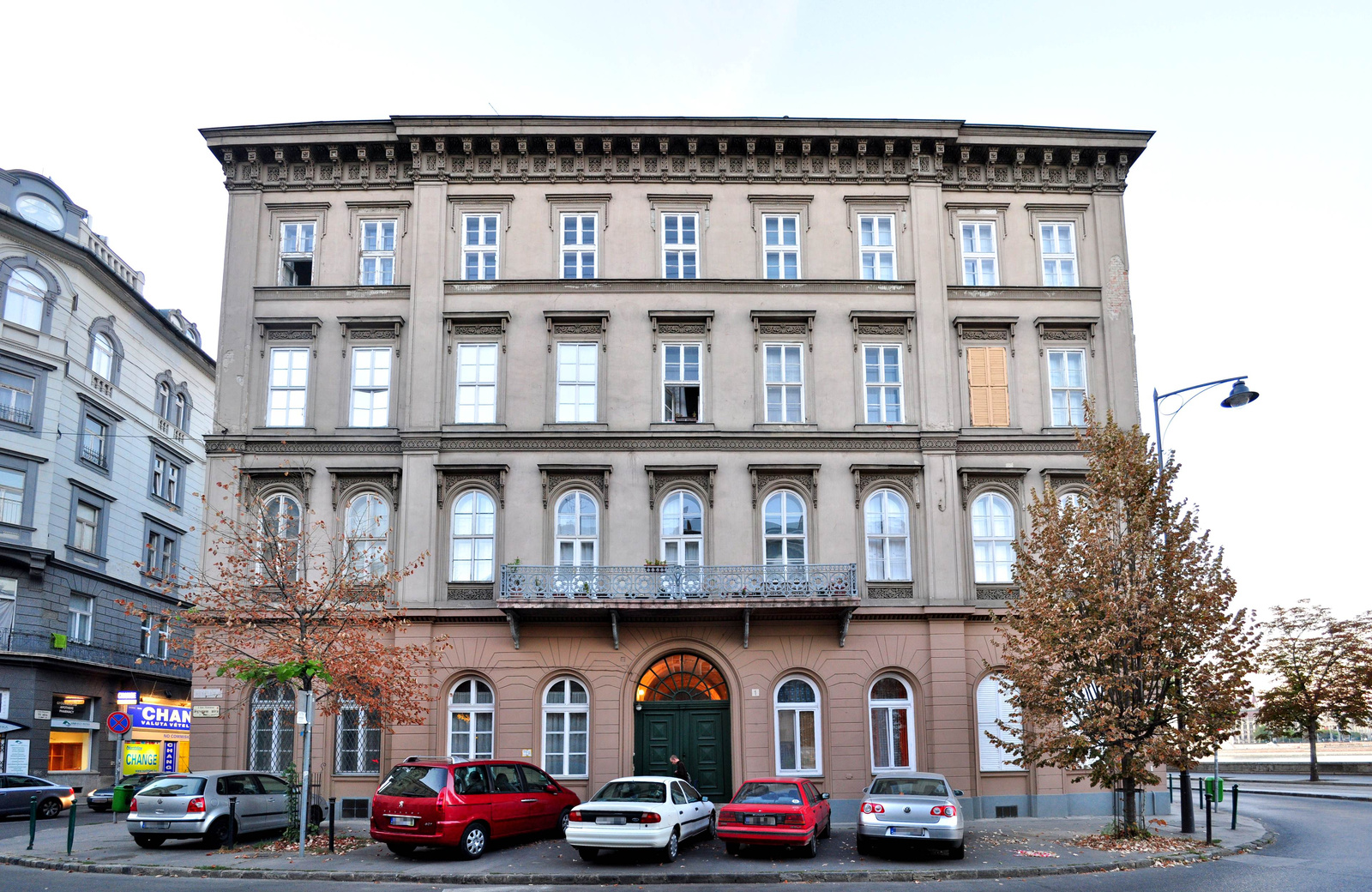
Jégverem utca 1.
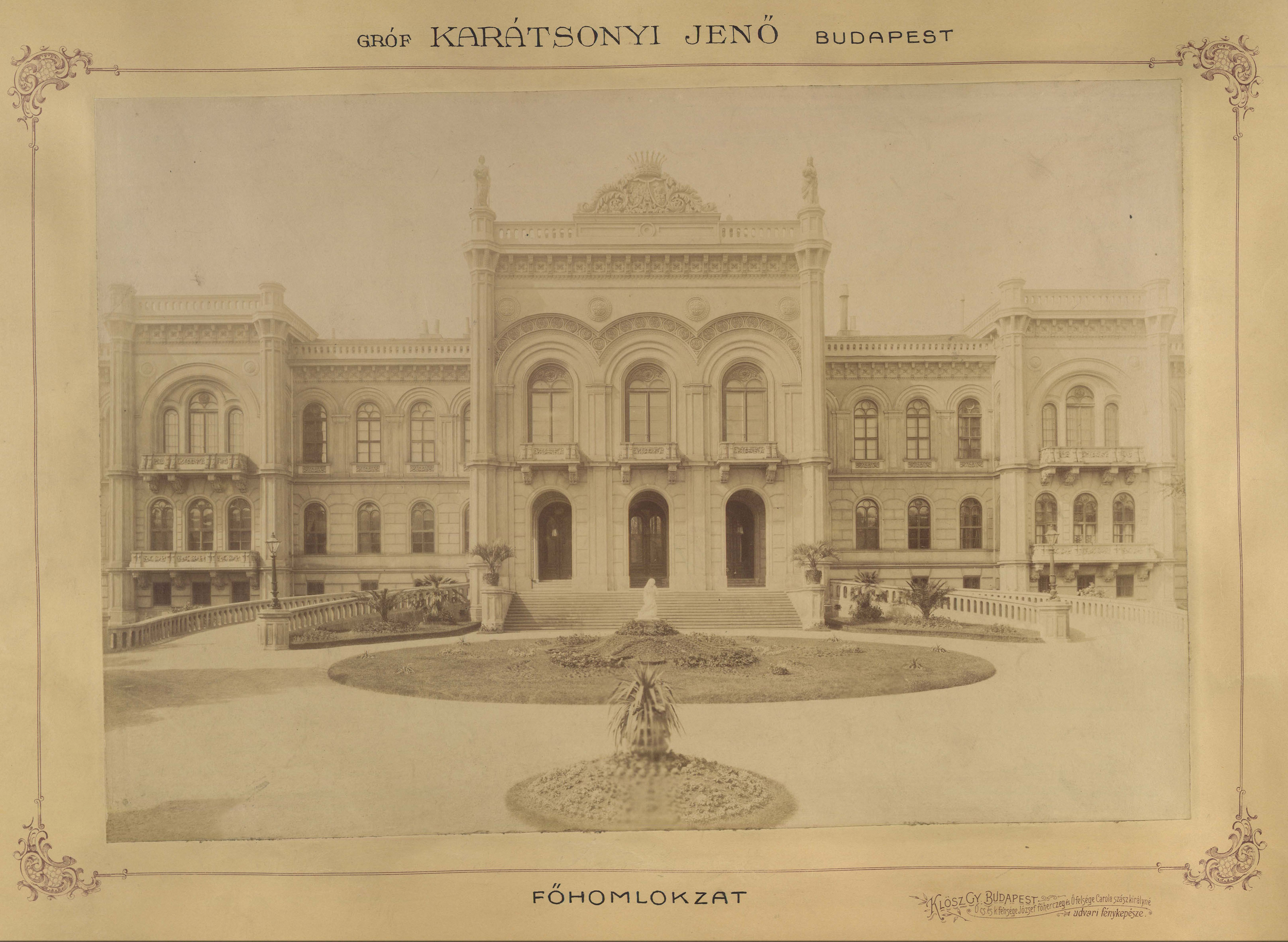
Karátsonyi-palota
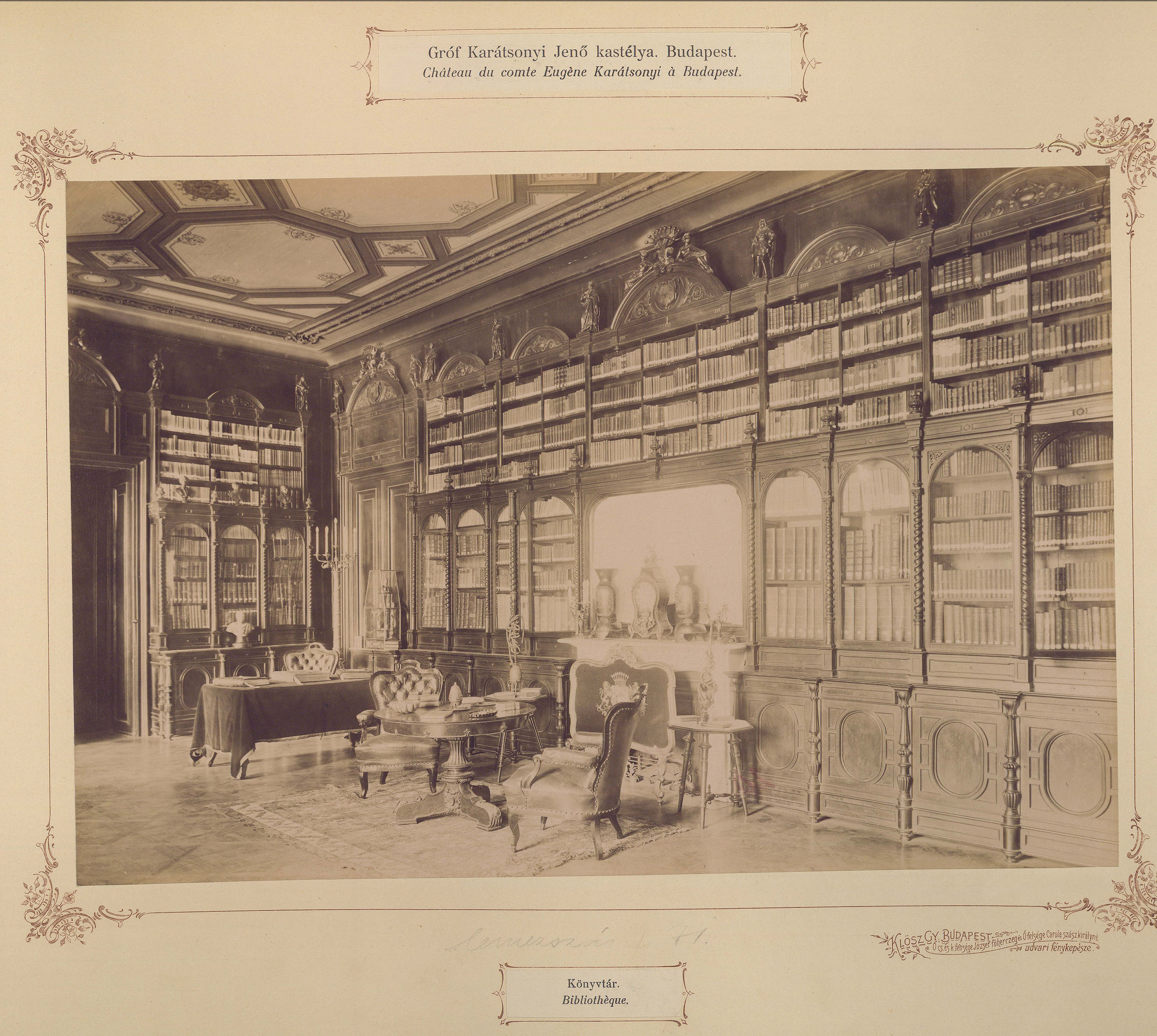
a Karátsonyi-palota könyvtárszobája
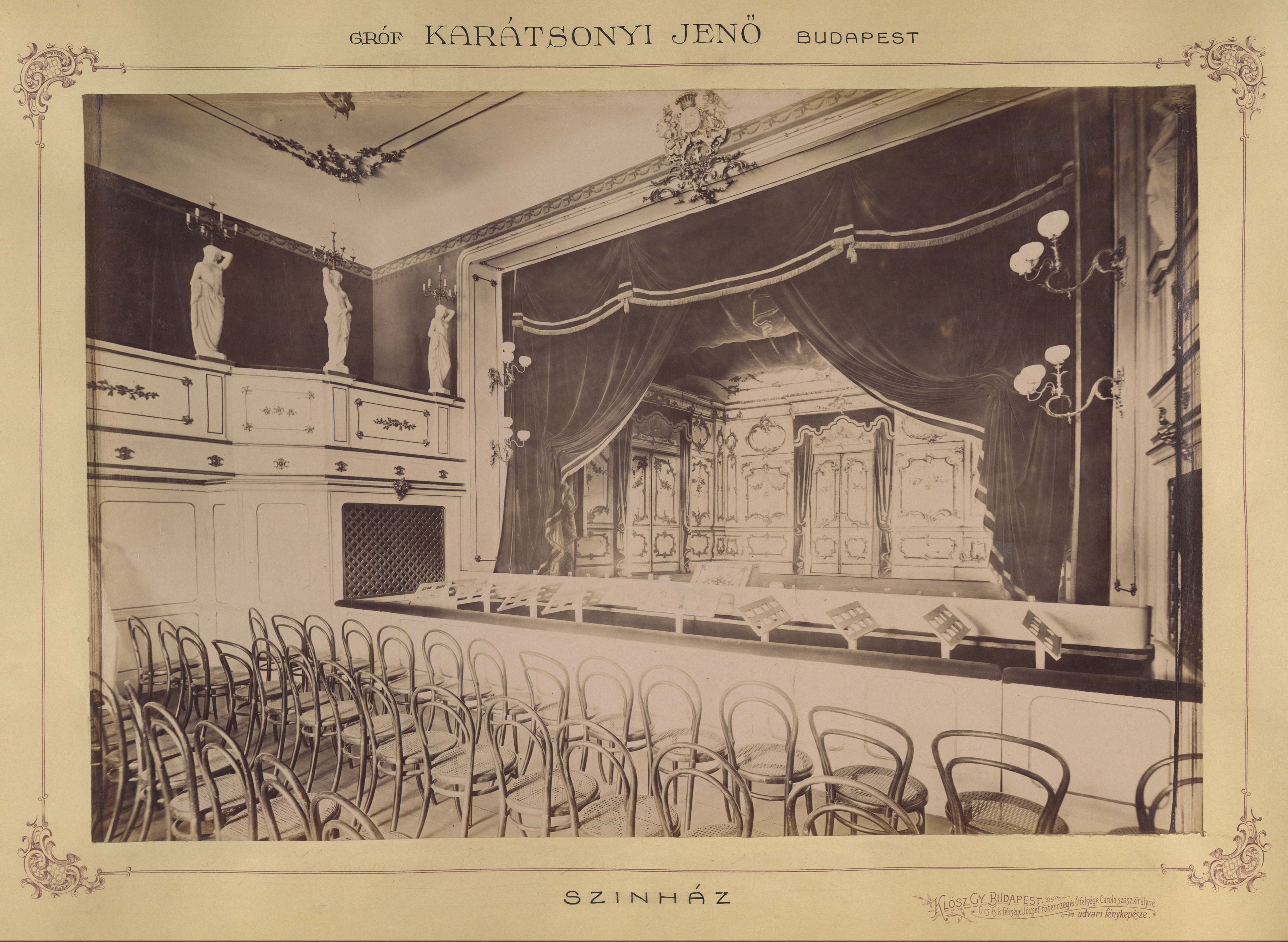
a Karátsonyi-palota színházterme
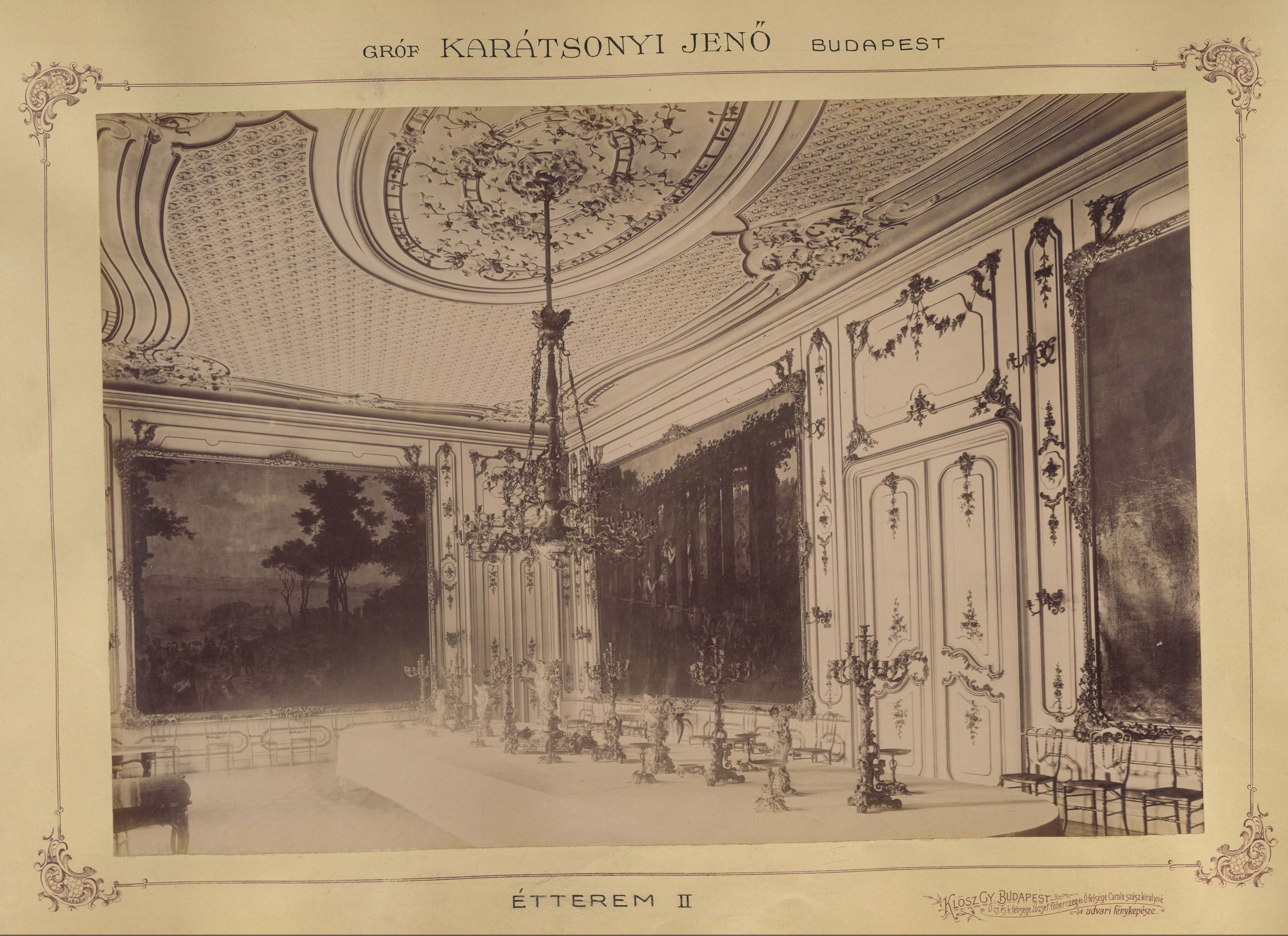
a Karátsonyi-palota ebédlője
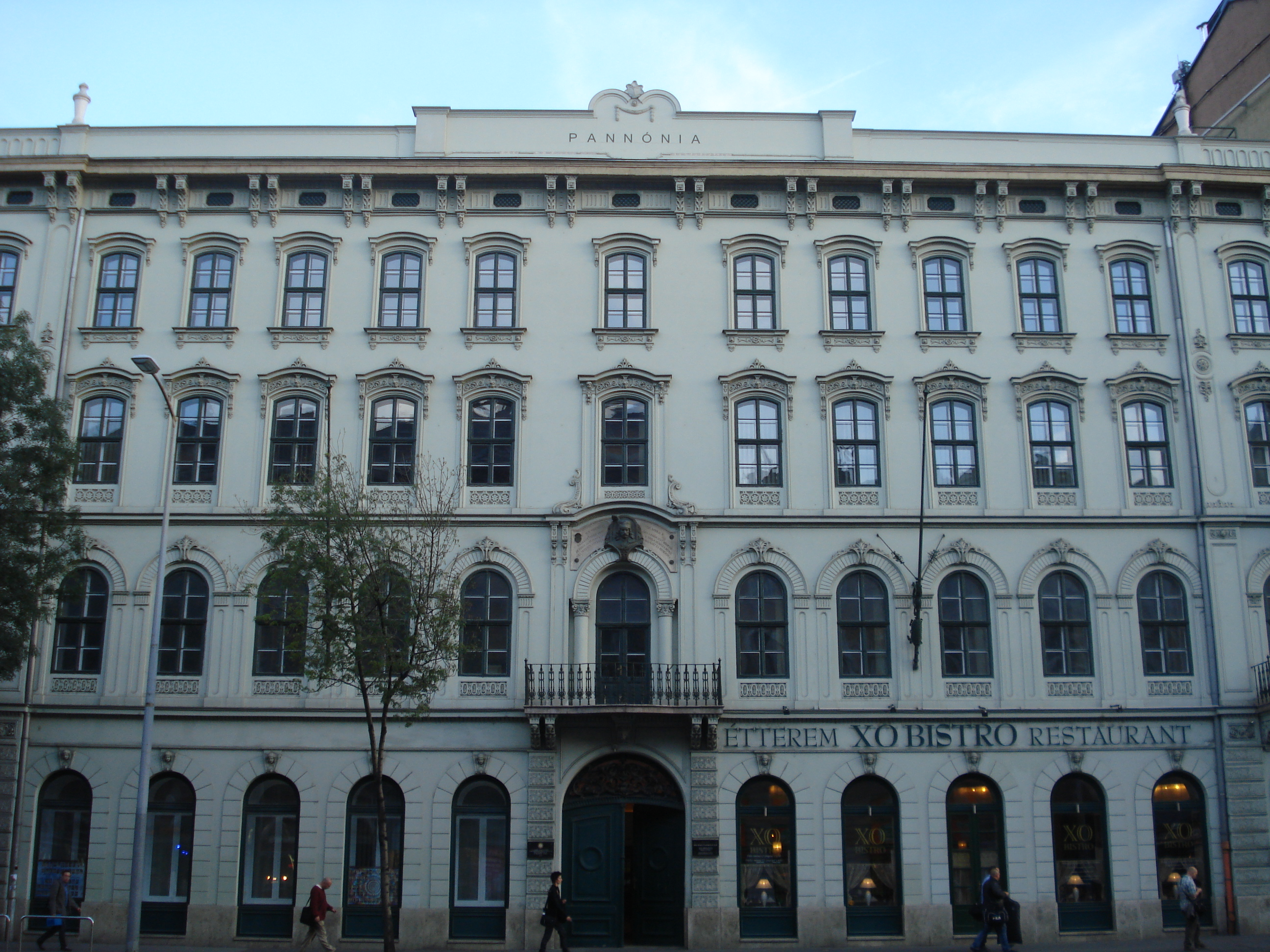
Pannónia Szálló
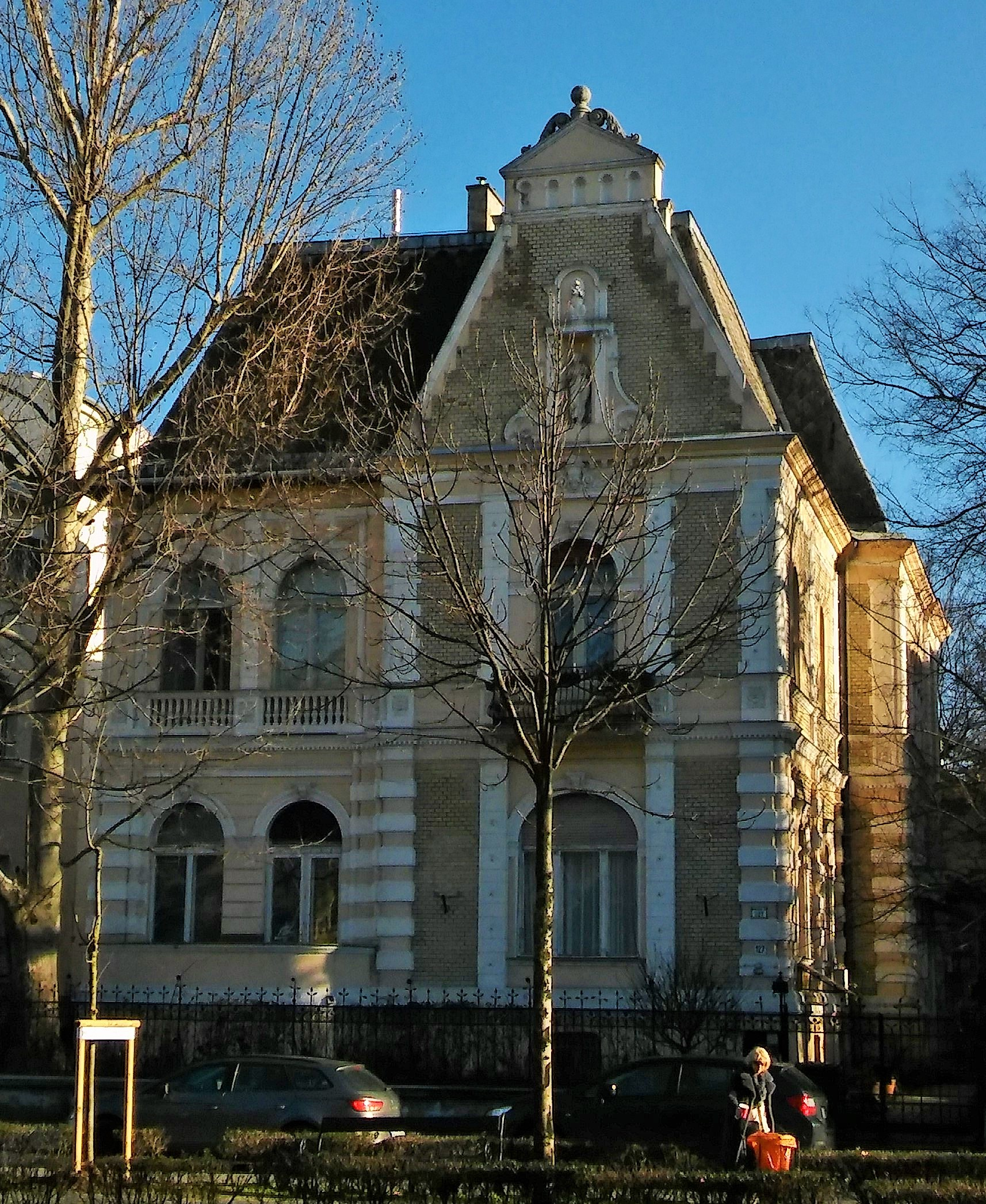
Frankl-villa

## Egyéb irodalom
- Kismarty-Lechner Jenő: Építőművészetünk a XIX. század második felében, Egyetemi Nyomda, Budapest, 1945, 21. o.